# Wallace Clement Sabine
Wallace Clement Sabine (Richwood, Ohio 13 de junio de 1868-Boston, Massachusetts, 10 de enero de 1919) fue un físico que fundó el campo de la acústica arquitectónica. Obtuvo una licenciatura en artes en la Universidad Estatal de Ohio en 1886 con 18 años, antes de incorporarse a la Universidad Harvard, donde se graduó con una Maestría en Artes en 1888. Sabine fue el consultor acústico del Symphony Hall de Boston, considerada como una de las mejores salas de conciertos en el mundo por su acústica.

## Primeros años
Sabine se convirtió en profesor asistente de física en Harvard en 1889 y en instructor en 1890. Fue nombrado miembro de la facultad en 1892 y, en 1895, fue nombrado profesor asistente para ser ascendido a profesor de física en 1905. En octubre de 1906, se convirtió en decano de la Escuela Científica Lawrence, sucediendo a Nathaniel Shaler.

## Carrera
La carrera de Sabine es la historia del nacimiento del campo de la acústica arquitectónica moderna. En 1895, la mejora acústica de la sala Fogg Lecture Hall, incluida en el Fogg Art Museum, se consideró como tarea imposible por el personal veterano del departamento de física de Harvard, hasta que llegó a manos de un joven profesor de física, Sabine. El Museo Fogg original fue diseñado por Richard Morris Hunt y construido en 1893. Después de la finalización del Museo Fogg actual, el edificio se reutilizó para uso académico y se renombró como Hunt Hall en 1935.
Sabine abordó el problema tratando de determinar que características hacían a la Fogg Lecture Hall diferente de otras salas acústicamente aceptables. En particular, el Sanders Theater que era considerado acústicamente excelente. Durante los siguientes años, Sabine y un grupo de asistentes se pasaron cada noche moviendo materiales entre las dos salas de conferencias y probando la acústica, incluso algunas noches pidió prestados cientos de los cojines de la Sanders Theater.
Con un órgano de tubos y un cronómetro, Sabine realizó miles de cuidadas mediciones (aunque inexactas según normas actuales) del tiempo requerido, para las diferentes frecuencias, en caer el sonido hasta ser inaudible, en presencia de los diferentes materiales. Probando el tiempo de reverberación con varios tipos diferentes de las alfombras orientales existentes en la Fogg, y con diversos números de personas ocupando sus asientos, Sabine comprobó, que el cuerpo de una persona reducía en promedio el tiempo de reverberación tanto como seis cojines. Una vez que las medidas eran tomadas, antes del amanecer todo era reemplazado rápidamente en las dos salas de conferencias, con el fin de estar preparadas para las clases del día siguiente.
Sabine fue capaz de determinar, a través de estas incursiones nocturnas, que definitivamente existe unos vínculos relacionados entre la calidad acústica, el tamaño de la cámara, y la suma de las superficies de absorción actual. Él formalmente lo definió como el tiempo de reverberación, que sigue siendo actualmente la característica más importante para medir la calidad acústica de una sala.
El tiempo de reverberación lo definió como el número de segundos necesarios para que la intensidad del sonido caiga 60 dB (decibelios) desde que cesa la fuente sonora.
Su fórmula es:
{\displaystyle T={\frac {V}{A}}\cdot 0.161\,\mathrm {s} }
donde
T es el tiempo.
V el volumen de la sala en metros cúbicos.
A es el área de absorción en metros cuadrados.
Al estudiar varias salas juzgando si eran buenas acústicamente para su uso, Sabine determinó que las buenas salas de conciertos tenían tiempos de reverberación de 2-2.25 segundos (con poca reverberación, una sala de concierto parece demasiado "seca" para el oyente), mientras que las buenas salas de conferencias tenían tiempos de reverberación ligeramente por debajo de 1 segundo. En lo que respecta a la sala de conferencia del Fogg Museum, Sabine señaló que una palabra hablada sigue siendo audible durante alrededor de 5,5 segundos, o sobre 12-15 palabras si el orador sigue hablando. Un oyente, por consiguiente, tenía que luchar con un alto grado de resonancia y eco para entender el mensaje.
Usando la base que él mismo descubrió, Sabine desplegó por toda la Fogg Lecture Hall materiales absorbentes del sonido para reducir su tiempo de reverberación y reducir el "efecto eco". Este logro cimentó la carrera de Wallace Sabine, y le llevó a su contratación como consultor acústico del Symphony Hall de Boston, la primera sala de conciertos diseñada utilizando parámetros acústicos. Cuando llegó el momento de la inauguración el 20 de octubre de 1900, Sabine se llevó una gran decepción, ya que el tiempo de reverberación de la sala no se ajustaba al que él había predicho teóricamente. Fue muy criticado por los medios de comunicación y por otros expertos en la materia.
Tras este fracaso Sabine abandonó sus investigaciones y volvió al mundo universitario, dedicándose a la enseñanza hasta su muerte en 1919.
Aunque era considerado un popular conferencista por los estudiantes, Sabine nunca recibió su Ph.D.
Sin embargo, la historia colocó a Sabine en el lugar que merecía. En 1950, cincuenta años después de la construcción del teatro, se realizaron algunas pruebas y se pudo contrastar que los cálculos de Sabine eran correctos. De hecho, hoy en día, el Boston Symphony Hall está considerado, desde el punto de vista acústico, como una de las mejores salas del mundo. Además, la unidad de absorción del sonido, el sabin, fue nombrado en su honor.